# Wilhelm Kuhlmann (Politiker, 1865)
Wilhelm Kuhlmann (* 20. April 1865; † nach 1925) war ein deutscher Bürstenwarenfabrikant und Politiker (DNVP).
Bei der Landtagswahl in Lippe 1919 wurde er auf Platz 5 der Liste der DNVP in den Landtag Lippe gewählt. 1921 wurde er auf Platz 4 der Liste gewählt und gehörte dem Landtag bis 1925 an.